# 京都府道323号木津停車場線
京都府道323号木津停車場線（きょうとふどう323ごう きづていしゃじょうせん）は、京都府木津川市を通る、かつて存在した一般府道である。

## 概要
駅前にあたるJR西日本関西本線・片町線・奈良線 木津駅の西側と国道24号とを接続していた。実延長は起点から12 mのみで、大半が奈良県道・京都府道47号天理加茂木津線との重用区間であった。2020年（令和2年）3月31日廃止。

### 路線データ
- 起点：木津停車場[2]（木津川市木津駅前一丁目：JR西日本関西本線・片町線・奈良線 木津駅前）
- 終点：一般国道24号交点[2]（木津川市木津駅前一丁目：木津交差点、国道24号交点、奈良県道・京都府道47号天理加茂木津線終点[注釈 1]）
- 実延長：0.012 km[3]
- 重要な経過地：なし[2]

## 歴史
道路法（昭和27年法律第180号）に基づいた京都府の一般府道として初めて認定された282路線のうちの1つである。

### 年表
- 1959年（昭和34年）12月18日 - 京都府が木津停車場線（木津停車場 - 一級国道24号交点）として府道路線認定。整理番号は一般地方道104[4]。
- 1994年（平成6年）4月1日 - 京都府が路線番号を再編（路線認定の一部改正）し、整理番号を一般地方道323に変更[5]。
- 2012年（平成24年）3月23日 - 木津駅前の区画整理事業が完了し、所在地が大字木津小字池田から木津駅前一丁目となる[6]。
- 2020年（令和2年）3月31日 - 京都府が木津停車場線の府道路線を廃止[2]。同じ木津交差点を終点とする奈良県道・京都府道47号天理加茂木津線の経路も本路線との重用区間を解くかたちで大きく変更された[1]。

## 路線状況

### 重複区間
- 奈良県道・京都府道47号天理加茂木津線（木津川市木津駅前一丁目[注釈 1]）

## 地理
路線認定された1959年（昭和34年）当時は、相楽郡木津町を通過する路線であったが、平成の大合併により木津川市の一部になった。

### 通過していた自治体
- 京都府
  - 木津川市

### 交差していた道路
| 交差していた道路                                                          | 交差していた場所 | 交差していた場所  |
| ------------------------------------------------------------------------- | ---------------- | ----------------- |
| 奈良県道・京都府道47号天理加茂木津線 重複区間起点                         | 木津駅前一丁目   |                   |
| 国道24号 国道163号 重複 奈良県道・京都府道47号天理加茂木津線 重複区間終点 | 木津駅前一丁目   | 木津交差点 / 終点 |

### 沿線
- JR西日本関西本線・片町線・奈良線 木津駅
- 京都山城総合医療センター